# Castillo de Warkworth
El Castillo de Warkworth es un castillo situado en el pueblecito de Warkworth en el condado de Northumberland, Inglaterra cerca de la costa noreste. Es un edificio con protección de grado I.

## Historia
Los normandos construyeron el castillo un poco después de su conquista de Inglaterra. La construcción fue del tipo, motte y bailey (un terraplén con murallas de madera). En los siglos XV y XVI lo reconstuyeron de piedra arenisca y añadieron una torre de homenaje.
En 1332, el rey cedió el castillo a la familia Percy, Condes de Northumberland. Los Percy retenían el castillo durante muchos siglos, pero muchas veces se enredaron en complotes y rebeliones contra la monarquía y por consiguiente perdieron toda su propiedad. En 1403, durante una rebelión contra el rey, Enrique IV, un ejército real cogió el castillo y quedó en la posesión de la corona hasta que Enrique V lo devolvió a la familia Percy. Otra vez la familia perdió el castillo durante la guerra de las Dos Rosas y por una temporada quedó en los manos de la familia Neville, otro familia de condes de la región. Se lo devolvió a la familia Percy otra vez en 1470. En 1558 los Percy se juntaron con un alzamiento de condes católicos contra la reina, Isabel I. En 1572 ejecutaron al Thomas Percy, conde de Northumberland y servidores reales saquearon el castillo. Después de este acontecimiento, el castillo se desmoronó y recibió más daño durante la guerra civil inglesa a manos de las fuerzas parlamentarias.
El castillo quedó una ruina hasta el medio del siglo diecimonoveno, cuando Hugh Percy, conde de Northumberland, hizo trabajo de renovación. En 1922 Alan Percy, conde de Northumberland, dio el castillo al gobierno británico. En 1983 el gobierno creó una corporación estatal llamado English Heritage (herencia inglesa) para guardar y mantener los monumentos importantes de Inglaterra. Ahora el Castillo de Warkworth es la responsabilidad de esta corporación.
El castillo consiste de tres secciones: un patio exterior de forma cuadrada, un patio interior de forma triangular y una torre de homenaje situado sobre un terraplén dentro del patio interior. El castillo es abierto a visitantes.